# Upogebia hirtifrons
Upogebia hirtifrons is een tienpotigensoort uit de familie van de Upogebiidae. De wetenschappelijke naam van de soort is voor het eerst geldig gepubliceerd in 1847 door White.